# Цамай, Андрей
Андре́й Ца́май (черног. Андреј Цамај; род. 12 марта 2006, Подгорица) — черногорский футболист, нападающий клуба «Будучност».

## Клубная карьера
Цамай — воспитанник клуба «Будучност». 24 февраля 2024 года в матче против «Рудара» дебютировал в чемпионате Черногории. 16 марта в поединке против «Езеро» забил свой первый гол за «Подгорицу».

## Карьера в сборной
В 2025 году в составе юношеской сборной Черногории Цамай принял участие в юношеском чемпионате Европы в Румынии.